# Cratere Gahano
Gahano  è un cratere sulla superficie di Venere.